# 1. HOL za žene 1997./98.
Prva hrvatska odbojkaška liga za sezonu 1997./98. je predstavljala sedmo izdanje najvišeg ranga odbojkaškog prvenstva Hrvatske za žene. 
Sudjelovalo je deset klubova, a prvak je drugi put zaredom bila ekipa Dubrovnika.

## Konačni poredak
| mj. | klub                                          | bod |
| --- | --------------------------------------------- | --- |
| 1.  | Dubrovnik (Dubrovnik)                         | 36  |
| 2.  | Akademičar (Zagreb)                           | 34  |
| 3.  | Rijeka (Rijeka)                               | 29  |
| 4.  | Kaštela - Kaštelanska rivijera (Kaštel Stari) | 29  |
| 5.  | ABC Promet (Osijek)                           | 28  |
| 6.  | Pula - Istrska banka (Pula)                   | 27  |
| 7.  | Čazmatrans (Čazma)                            | 26  |
| 8.  | Cvijeta Zuzorić (Dubrovnik)                   | 21  |
| 9.  | Viadukt (Zagreb)                              | 21  |
| 10. | Split 1700 (Split)                            | 19  |

## Poveznice
- Druga liga 1997./98.